# Музейная улица (Чернигов)
Музейная улица (укр. Музейна вулиця) — улица в Деснянском районе города Чернигова. Пролегает от пересечения улиц Береговая и Придеснянская до пересечения улиц Гончая и Преображенская, исторически сложившаяся местность (район) Черниговский детинец.
Нет примыкающих улиц.

## История
Гончая и Екатериновская улицы проложены предположительно во времена Киевской Руси. Гончая проложена в северо-западном направлении, а Екатериновская перпендикулярно ей (в юго-западном), где была расположена мужская гимназия. Название Екатериновской улицы связано с Екатерининской церковью. Екатериновская и Гончая улицы обозначены на «Плане города Чернигова 1908 года».
12 февраля 2016 года улица Максима Горького была разделена на две улицы, где начало (длиной 0,6 км) исторической Гончей улицы получило название Музейная улица — из-за расположенных здесь исторического и художественного музеев, согласно Распоряжению городского главы В. А. Атрошенко Черниговского городского совета № 46-р «Про переименование улиц и переулков города» («Про перейменування вулиць та провулків міста») — с сохранением нумерации. Современная Музейная улица включает начало исторической Гончей улицы и дома по исторической Екатериновской улице.

## Застройка
Улица пролегает в северо-западном направлении частично через Центральный парк, затем делает поворот на северо-восток и, огибая художественный музей, поворачивает вновь на северо-запад.   
Улица занята усадебной застройкой, учреждениями обслуживания и коммунальными предприятиями. 
Дом № 1 (начало 19 века) — 2-этажный на высоком цокольном этаже, фасад с двумя угловыми полуциркульными фронтами — был возведён для уездной земской управы, в начале 20 века здесь были административные учреждения. Дом № 3 — бывшее Черниговское реальное училище, № 8 — Почтовая станция.
Учреждения:
1. дом № 1 — офисное здание, Черниговская областная коллегия адвокатов
2. дом № 2 — офисное здание
3. дом № 3/3 — Кооперативный техникум
4. дом № 4 — Черниговский областной исторический музей имени В. В. Тарновского
5. дом № 5 А — спортивное общество «Спартак»
6. дом № 6 — Черниговский областной художественный музей

- Здание реального училища
- Дом губернатора
- Здание полковой канцелярии
- Здание женской гимназии

Памятники архитектуры, истории и монументального искусства:
1. дом № 3/3 — Здание реального училища (дом начала 20 века) — архитектуры и истории местного значения
2. дом № 4 — Дом губернатора (1805-1806 годы) — архитектуры национального значения. Дом 1-й мужской классической гимназии, где учились и преподавали выдающиеся писатели, учёные и общественно-политические деятели (XIX—XX20 века) — истории местного значения
3. напротив домов №№ 4 и 6 — Памятник А. С. Пушкину (1900) — демонтирован — монументального искусства местного значения
4. возле дома № 4 — Благовещенская церковь (1186) — утраченный объект культурного наследия
5. дом № 4 А — Здание полковой канцелярии (17 век) — архитектуры национального значения. Дом, где в 18 веке размещалась канцелярия Черниговского казацкого полка — истории местного значения
6. дом № 5 А — Дом пансиона Черниговской мужской гимназии — Дом бывшей мужской классической гимназии, в котором проходил Первый губернский съезд Советов рабочих, крестьянских и солдатских депутатов (дом начала XIX века; 1919, 1972) — истории местного значения
7. дом № 6 — Здание Черниговской женской гимназии (1899) — архитектуры местного значения
8. дом № 6 А — Дом дворянского собрания (1859-1870) — утраченный объект культурного наследия
9. дом № 8 — Здание почтовой станции губернского казначейства (2-й пол. XVIII — XIX века) — архитектуры местного значения

Есть ряд значимых и рядовых исторических зданий, что не являются памятниками архитектуры или истории: усадебные дома №№ 2Б, 2В, 2-этажный дом № 1. 
Мемориальные доски:
1. дом № 3/3 — украинскому советскому писателю и журналисту, уроженцу Черниговщины Олексе Десняку — на здании института социального воспитания (сейчас училище), где учился (1928-1931)[6]
2. дом № 3/3 — украинскому советскому писателю, Герою Советского Союза, уроженцу Черниговщины Григорию Олиферовичу Збанацкому — на здании училища, где учился
3. дом № 3/3 — штабу красногвардейского отряда — демонтирована[7] — на здании училища, где располагался штаб (1917-1918, доска 1971)[8]
4. дом № 3/3 — советскому государственному и партийному деятелю, уроженцу Черниговщины Ивану Павловичу Товстуху —  демонтирована — на здании училища, где учился (1902-1907)[9]
5. дом № 3 — воину-интернационалисту, уроженцу Чернигова Игорю Владимировичу Кожарю (1976-2015) — на здании Кооперативного техникума, где учился
6. дом № 3 — участнику Вооружённого конфликта на востоке Украины, уроженцу Черниговщины Петру Александровичу Мирошниченко — на здании Кооперативного техникума, где учился
7. дом № 3 — участнику Вооружённого конфликта на востоке Украины, уроженцу Черниговщины Дмитрию Николаевичу Титоку — на здании Кооперативного техникума, где учился
8. дом № 4 — украинскому поэту Леониду Ивановичу Глебову — на здании гимназии, где работал
9. дом № 4 — украинскому советскому драматургу Ивану Антоновичу Кочерге — на здании гимназии, где учился (1891-1899)[10]
10. дом № 4 — украинскому советскому государственному и партийному деятелю Юрию Михайловичу Коцюбинскому — демонтирована — на здании гимназии, где учился (1906-1916)[11]
11. дом № 4 — советскому военачальнику, уроженцу Черниговщины Виталию Марковичу Примакову — демонтирована — на здании гимназии, где учился
12. дом № 5 А — Первому губернскому съезду Советов рабочих, крестьянских и солдатских депутатов — демонтирована — на здании спортзала гимназии, где проходил (13.04.1919 — 17.04.1919)
13. дом № 6 — большевику, революционеру Софье Ивановне Соколовской  — демонтирована — на здании гимназии, где училась